# Міст в Андау (книга)
The Bridge at Andau (укр. Міст в Андау) — документально-публіцистична книга Джеймса Міченера 1957 року. Описує події угорської революції 1956 року. Автор, свідок подій, проживав у цей період на кордоні між Австрією та Угорською Народної Республіки і бачив потік біженців з Угорщини, які прямували через прикордонний міст в Андау (комуна в Австрії).

## Зміст
Книга є однією з журналістських робіт Міченера. Це дев'ятий чи десятий його твір. У порівнянні з його романами, написаними протягом наступних трьох десятиліть він набагато коротший. Незважаючи на те, що книга ґрунтується на історичних фактах, зібраних на основі інтерв'ю і свідчень очевидців, розповідь ведеться в основному через складні символи або символізми засновані на реальних пригодах людей, чиї імена були змінені з метою забезпечення безпеки прототипів і членів їх сімей, що залишились в Угорській Народній Республіці.
Роман представляє досвід людей з різних верств угорського суспільства, як до, так і під час повстання — студентів, робітників, солдатів і простих громадян. У ньому описуються історії, які відбувалися на вулицях Будапешта, де беззбройна молодь, робітники і погано озброєні угорські солдати протистояли радянським танкам. Розповідається сумна історія кількох днів свободи, що передували радянській інтервенції.
Написана незабаром після описуваних подій, видана у 1957 році книга передає настрій і атмосферу, яка панувала на піку «Холодної війни».
Назва книги пов'язана з реальним місцем — мостом на австро-угорському кордоні, недалеко від австрійського села Андау. Міст, зруйнований Радянською армією у 1956 році, був відбудований у 1996 році як символ толерантності та підтримки.

## Персонажі

### Йозеф Тот
Це 18-річний хлопець, білявий, сіроокий, з великою кількістю прищів. Йозеф втік до Австрії і допоміг втекти багатьом іншим. Він став дивовижною людиною, яка дбала не лише про себе, а й про інших.

### AVO
Управління державної охорони (угор. Államvédelmi Hatóság або ÁVH, у книзі згадується як "AVO") було таємною поліцією Угорщини з 1945 по 1956 рік. Вона була задумана як зовнішній придаток таємної поліції Радянського Союзу і здобула місцеву репутацію жорстокої під час серії чисток, що почалися в 1948 році, посилилися в 1949 році і закінчилися в 1953 році. У 1953 році Йосип Сталін помер, і прем'єр-міністром Угорщини був призначений Імре Надь (поміркований реформатор). За першого уряду Надя з 1953 по 1955 рік діяльність АВХ була поступово приборкана.